# Menophra berenicidaria
Menophra berenicidaria là một loài bướm đêm trong họ Geometridae.